# Padre Marcos
Padre Marcos là một đô thị thuộc bang Piauí, Brasil. Đô thị này có diện tích 319,124 km², dân số năm 2007 là 7394 người, mật độ 23,17 người/km².